# قصص سيفاستوبول
قصص سيفاستوبول (بالروسية: Севастопольские рассказы) هي رواية الأديب الروسي ليو تولستوي، وتتحدث عن حصار مدينة حصار مدينة سيفاستوبول في فترة حرب القرم الشهيرة، وتوثق مشاهد عن بطولات الجنود والملاحم التي حدثت فيها.